# تونغايي شيريزا
تونغايي أرنولد شيريزا (بالإنجليزية: Tongayi Arnold Chirisa)‏، هُو مُمثل زيمبابوي.

## وصلات خارجية
- تونغايي شيريزا على موقع IMDb (الإنجليزية)
- تونغايي شيريزا على موقع قاعدة بيانات الفيلم (الإنجليزية)